# Орден Камбоджи
Королевский орден Камбоджи (кхмер. គ្រឿងឥស្សរិយយសព្រះរាជាណាចក្រកម្ពុជា, фр. Ordre royal du Cambodge) — государственная награда Камбоджи вначале как протектората Франции (имел статус колониального ордена Франции), а затем как независимого королевства.

## История
Орден учрежден 8 февраля 1864 года королём Камбоджи Нородомом I, для награждения как за военные, так и за гражданские заслуги. В 1896 году признан колониальным орденом Франции, и оставался таковым более 50 лет, до 1948 года.
Награда вручалась как королём Камбоджи так и президентом Франции. В последнем  случае, вручалась офицерам (и особо отличившимся унтер-офицерам), отслужившим 10 лет в колониальных войсках и военном-морском флоте в Индокитае.
Награждения от имени Франции прекращены с 25 августа 1948 года. С 1 сентября 1950 года объявлен орденом государства—члена Французского Союза. Упразднён Красными кхмерами. Восстановлен 5 октября 1995 года королём  Нородомом Сиануком. 

## Степени
Орден имеет пять классов, аналогично ордену Почётного легиона.
- Кавалер Большого креста
- Гранд-офицер
- Командор
- Офицер
- Кавалер

| Орденские планки в период французского колониального правительства (1899—1948) |        |          |              |               |
| Кавалер                                                                        | Офицер | Командор | Гранд-офицер | Большой крест |

| Орденские планки в настоящее время |        |          |              |                         |
| Кавалер                            | Офицер | Командор | Гранд-офицер | Кавалер Большого креста |

## Описание
Знак ордена – восьмиконечная звезда вытянутая по вертикали, формируемая разновеликими пирамидально расположенными заострёнными лучиками с бриллиантовыми гранями. В центре звезды овальный медальон с каймой красной эмали. В медальоне синей эмали на фоне золотых языков пламени под камбоджийской королевской короной элемент государственного герба Камбоджи – так называемый фан (поднос на пьедестале – характерный атрибут культуры Камбоджи, Лаоса и Таиланда) с положенным на него камбоджийским мечом. За фаном изображены перекрещенные копьё и факел. Знак при помощи переходного звена в виде традиционной (европейской) королевской короны (с 1995 года — камбоджийская корона) крепится к орденской ленте.
Звезда ордена аналогичная знаку, но большего размера.
Лента ордена шёлковая муаровая. До 1899 года и после 1948 года красного цвета с зелеными полосами по краям. С 1899 по 1948 год — лента белая с оранжевыми полосами по краям.